# Dicetes
Dicetes (en llatí Dicetas, en grec antic Δικέτας "Dikétas") fou un ambaixador tebà que va ser enviat pel govern de Tebes com ambaixador davant de Quint Marci Filip i als altres comissionats romans a Calcis (171 aC) per excusar la conducta de Tebes en aliar-se amb Perseu de Macedònia.
En realitat va actuar a contracor, ja que seguia essent partidari de la causa macedònia. Els exiliats tebans que s'havien passat als romans el van acusar Calcis de fidelitat a Macedònia (al mateix temps que a Ismènies i Neó). El beotarca Ismènies i Dicetes van ser empresonats i es van suïcidar a la presó, potser l'any 170 aC. Els fets els descriuen Plutarc i Titus Livi.